# Jumper (informàtica)

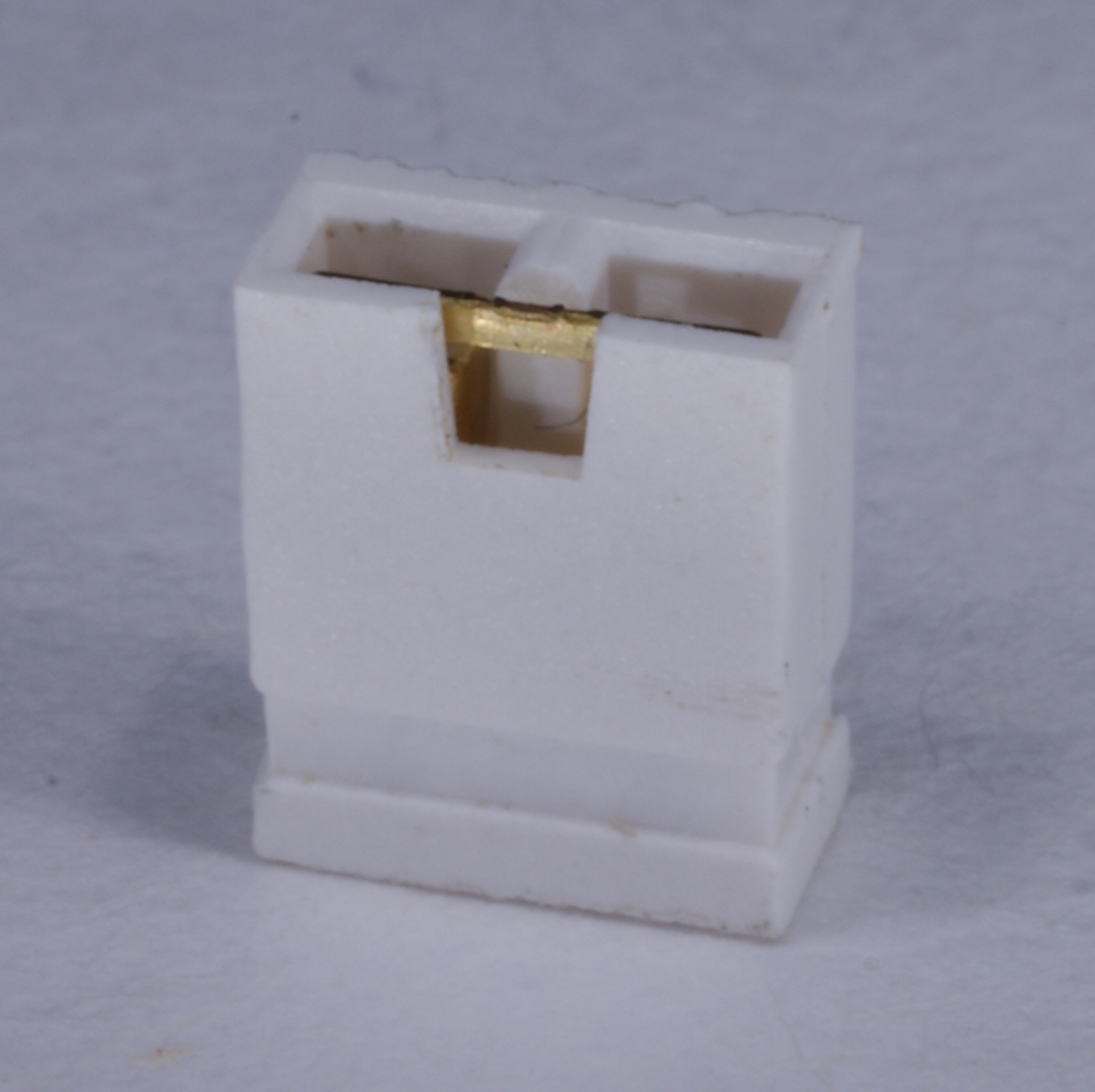
Jumper

En electrònica i particularment en informàtica, un jumper és un element que permet tancar el circuit elèctric del qual formen part dues connexions. Això pot fer-se mitjançant soldadura (es fon suficient estany per tancar el circuit), soldant un cable entre ambdós punts o, el més freqüent, connectat dos pins en filera o paral·lel mitjançant una peça de plàstic que protegeix el material conductor que tanca el circuit. Els més habituals tenen mides de 2,54 mm, 2 mm i 1,27 mm.

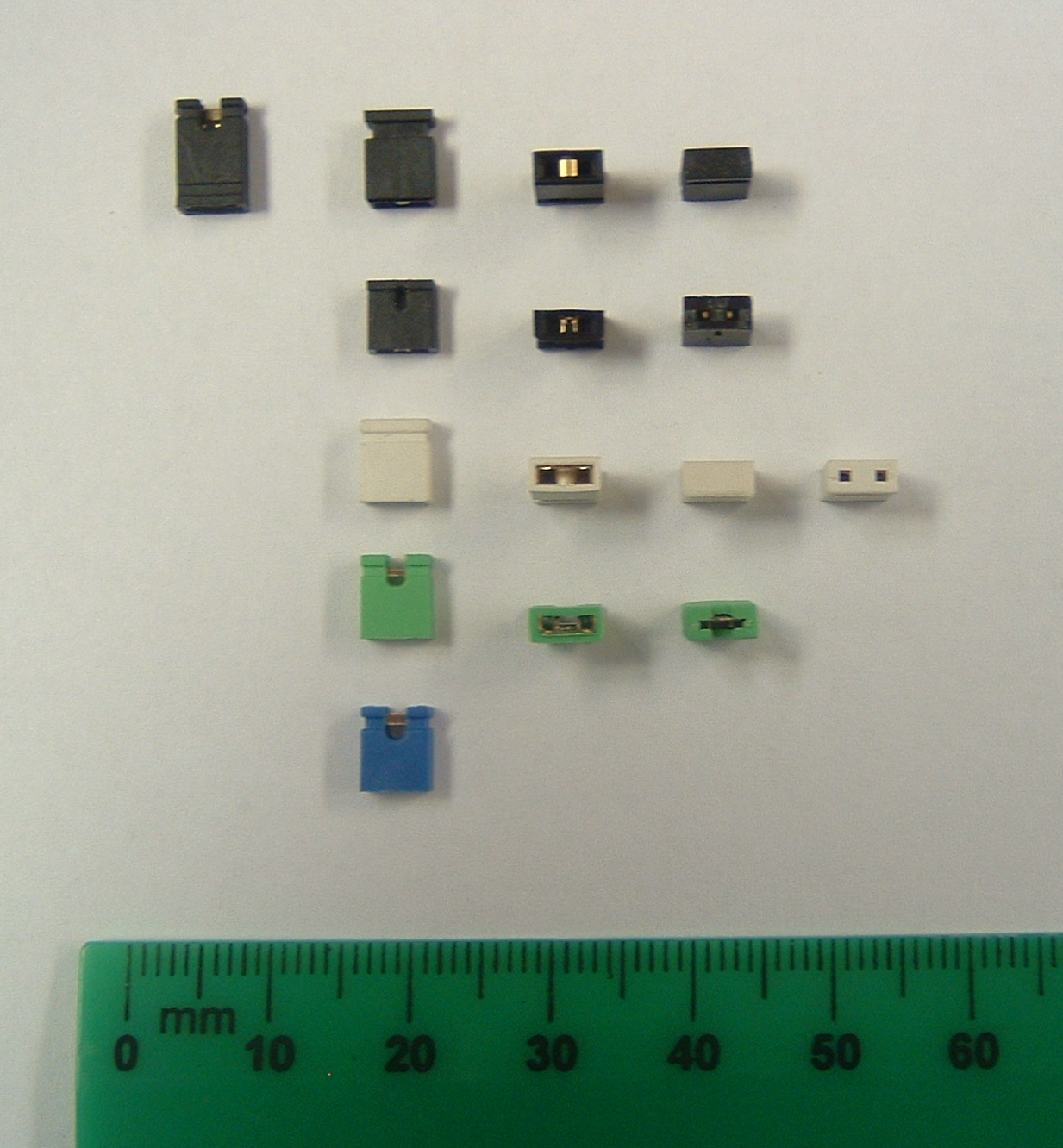
Jumpers de diferents colors.

## Característiques
A les disqueteres antigues, que tenien diferents comportaments i configuracions en funció de l'ordinador a què es connectaven (per ex, lletra/identificador d'unitat, 40 o 80 pistes, modes especials només suportats pel Commodore Amiga, etc...) era molt freqüent veure fileres de pins amb jumpers i serigrafiades al costat de cada parella de pins, inicials enigmàtiques només conegudes pels tècnics de suport. L'arribada de les unitats d'alta densitat (HD) i el triomf del compatible IBM PC va fer que aquests jumpers desapareguessin, encara que algunes unitats HD suportaven automàticament aquestes configuracions (per exemple algunes unitats HD de compatibles Olivetti 286/386 es podien connectar directament a un Commodore Amiga suportant tots els seus formats especials i el dalta densitat del PC) per la integració de components discrets.
La principal dificultat en fer la configuració, és la informació del fabricant del dispositiu, que de vegades, està només al manual d'operació del mateix o algunes vegades, amb la seva llegenda respectiva impresa a la placa de circuit imprès on està muntat el jumper.

## Plaques mare

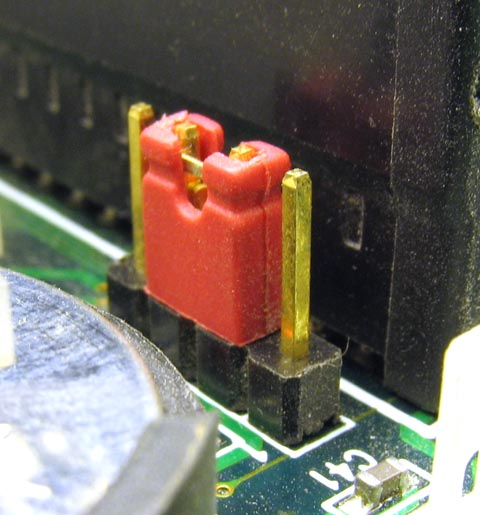
Un jumper d'una placa base.

Abans d'usar les tecnologies " JumperFREE " de ASUSTeK al BIOS de configuració, que li permeten configurar dispositius a la placa base i els seus modes, s'usaven ponts (o blocs d'interruptors DIP) per configurar controladors funcionals i el conjunt de xips de la placa base:
- Per restablir la configuració de la memòria no volàtil. De vegades s'instal·la un botó a la placa en lloc d'un pont, cosa que és més convenient per a l'usuari i evita problemes associats amb un pont oblidat a la posició de reinici[3]
- Per seleccionar una font d'alimentació: ja sigui "regular" +5 volts, o +5 volts proporcionats durant el mode d'estalvi d'energia actiu (anomenat 5VSB):[4]
  - Configuracions de bus USB - USBPWR o
  - Teclats - KBPWR
- en cas de NO-connexió al panell frontal del xassís del connector de sortida d'àudio “ AAFP ” (AC' 97 o especificació HD Audio), cal pontejar en parells els pins 1) Line out L i l'oposat, denotat com a NC i 2) Line out R i el contrari, denotat com a NC.[5]

## Altres usos

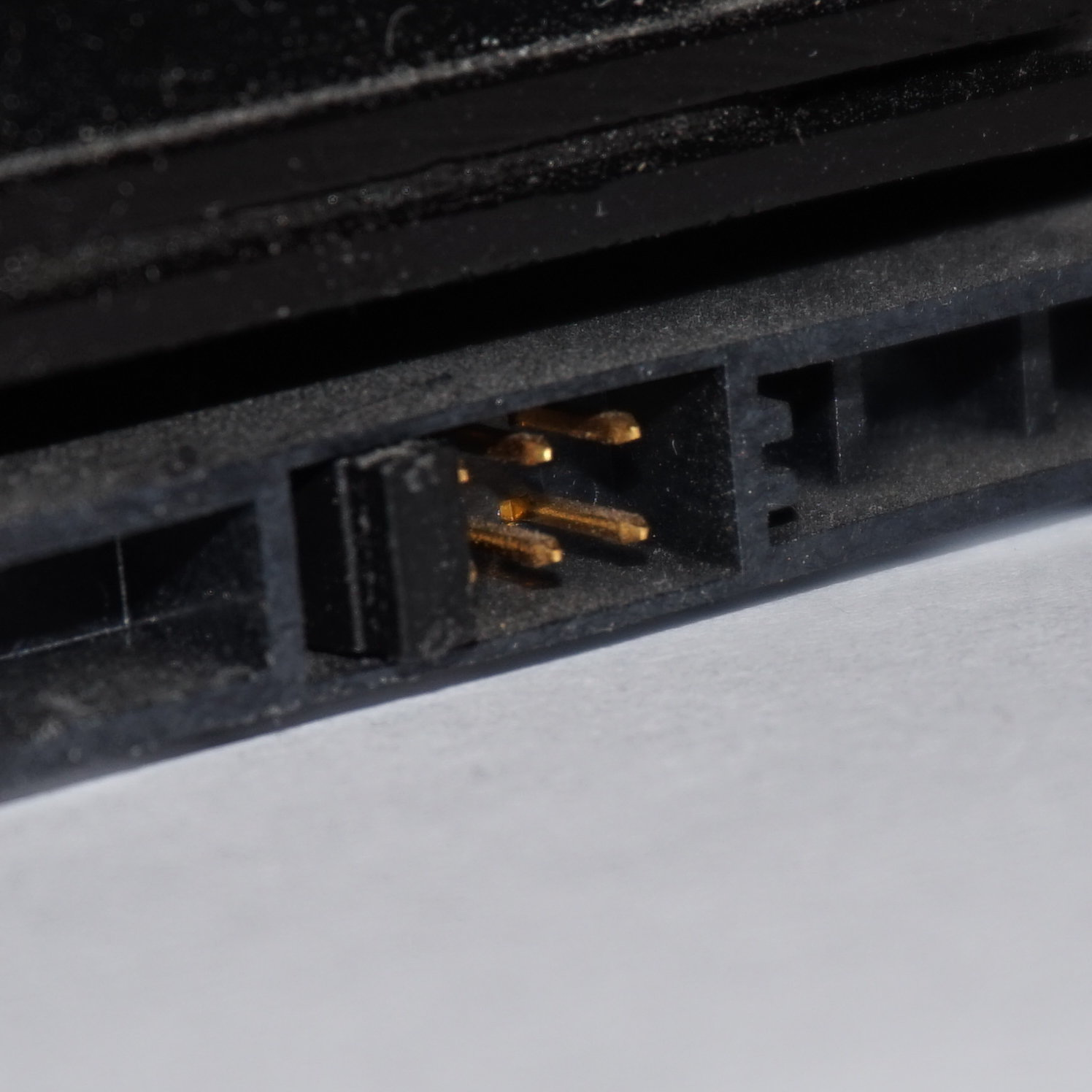
Jumpers de disc dur SATA

Els jumpers segueixen sent fins ara una forma ràpida de configuració aplicant les característiques dels fabricants. Això permet fabricar dispositius que s'adeqüen a diferents fins amb facilitat, fins i tot per a un usuari inexpert. Però solen emprar-se en funcions que no s'alteraran amb freqüència, com configurar l'ID SCSI d'un disc dur intern, o definir com a dispositiu mestre, esclau o cable select un dispositiu IDE (disc dur, unitat òptica, Unitat Zip, etc ...)
L'obertura o el tancament d'un d'aquests ponts activa o desactiva prestacions del dispositiu. Això també es pot fer mitjançant un interruptor DIP, però és més voluminós i car. Com que el seu ús més comú és configurar una placa base o un dels seus perifèrics o targetes d'ampliació, l'optimització i concentració de circuiteria en xipsets han fet que un dels seus usos més comuns als PCs x86, determinar les freqüències de rellotge de diferents elements del microprocessador es realitzi ara de manera electrònica modificant valors al BIOS o en programes d'utilitat.
Un altre dels seus usos freqüents ha estat en targetes de so i targetes gràfiques per fixar el mode emulat en arrencar.

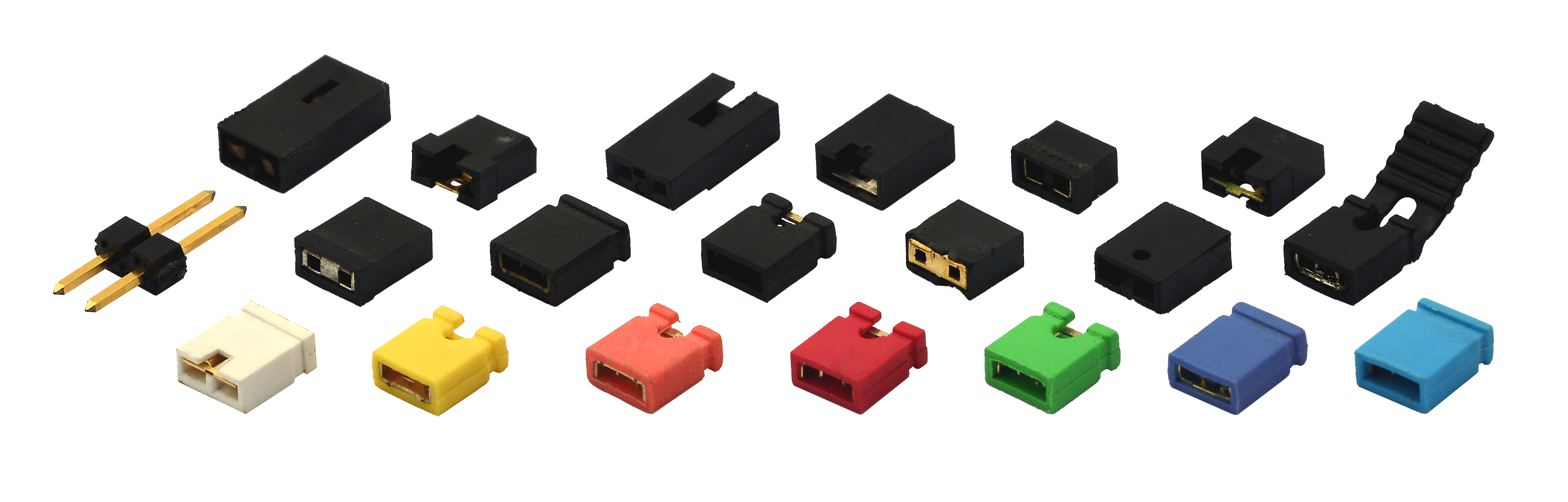
Diferents tipus de jumpers, amb un parell de pins com a escala.